# Jera (bướm)
Jera là một chi bướm ngày thuộc họ Bướm nâu.